# Murphy (Santa Fe)
Murphy est une ville du département de General López dans la province de Santa Fe, en Argentine.
La ville porte le nom d'un émigré irlandais du XIXe siècle, John James Murphy.

## Personnalités
Mauricio Pochettino (1972-), entraîneur de football